# Lucien de Hirsch de Gereuth
 (juillet 2023).
Si vous disposez d'ouvrages ou d'articles de référence ou si vous connaissez des sites web de qualité traitant du thème abordé ici, merci de compléter l'article en donnant les références utiles à sa vérifiabilité et en les liant à la section « Notes et références ».
Lucien Jacques Maurice de Hirsch de Gereuth (Bruxelles, 11 juillet 1856 - Paris, 6 avril 1887) est un noble germano-belge.

## Biographie
Lucien de Hirsch est le fils du baron Maurice de Hirsch (1831-1896), banquier et industriel, et de Clara Bisschofsheim (1833-1899). Il étudie d’abord à l’Athénée royal de Bruxelles puis, après l’installation de ses parents à Paris, au lycée Condorcet. Il a étudié le droit aux universités de Bonn et de Paris. Il a beaucoup voyagé et a été à Constantinople en 1869, où il s'est familiarisé avec les collections de pièces de monnaie grecques anciennes. Il a commencé lui-même à constituer une telle collection, qui est devenue bientôt l'une des plus remarquables. Il a également collecté des amphores grecques antiques.
En 1877, il opte pour la nationalité belge et en 1880, il est incorporé à la noblesse héréditaire belge avec le titre de baron, transmissible à tous les descendants qui en porteront le nom.
Issu d'une famille aisée, Lucien de Hirsch ne s'intéresse pas aux activités financières et industrielles de sa famille et consacre son temps à la collection d'art et surtout de monnaies anciennes. Il a suivi les intérêts de sa mère dans ce domaine.
Il est resté célibataire et est mort alors qu’il n’avait que trente ans, victime de la tuberculose, comme beaucoup d’autres membres de la famille. Sa mère, une fois veuve, lègue sa collection de monnaies à la bibliothèque royale de Belgique.
L'école Lucien-de-Hirsch, la plus ancienne école juive de France, ouverte en 1901 et construite grâce au financement de sa mère, a été nommé en son honneur, pour perpétuer sa mémoire malgré son décès prématuré.

## Littérature
- « Généalogie de Hirsch », in : Annuaire de la noblesse de Belgique, Bruxelles, 1884.
- Joseph PRYS, Die Familie von Hirsch auf Gereuth, Bruxelles, 1931.
- P. NASTER, La collection Lucien de Hirsch. Catalogue des monnaies grecques, Bibliothèque royale, 1959.
- G. ARONSTEIN, « Clara de Hirsch, née Bisschofsheim, mécène », in : Biographie nationale de Belgique, T. XXX, Bruxelles, 1958.
- P. NASTER, « Lucien de Hirsch, numismate et amateur d'art », in : Biographie nationale de Belgique, T. XLIV, Bruxelles, 1985.
- Oscar COOMANS DE BRACHÈNE, État présent de la noblesse belge, Annuaire 1990, Bruxelles, 1990.
- Laurence BENAÏM, Marie Laure de Noailles, la vicomtesse du bizarre, Paris, Grasset, 2001.
- Jean-Philippe SCHREIBER, « Maurice de Hirsch », in : Dictionnaire biographique des Juifs de Belgique, Bruxelles, De Boeck, 2002.